# Clube DataRo de Ciclismo-Bottecchia
Clube DataRo de Ciclismo-Bottecchia (código UCI: DAT), es un equipo ciclista brasileño de categoría Continental.
Creado en el año 2000 y patrocinado por Data Ro computadores, como equipo amateur logró varias victorias en competencias brasileñas puntuables para el calendario internacional como la Volta do Paraná (2007), la Volta do Estado de São Paulo (2008-2010) y el Giro do Interior (2010).
En la temporada 2011 obtuvo licencia Continental por primera vez obteniendo el 2.º lugar en la clasificación por equipos del UCI America Tour 2010-2011. El equipo es dirigido por el exciclista Hernándes Quadri Júnior.

## Clasificaciones UCI
En su primera participación en el UCI America Tour como equipo profesional, tuvo una destacada actuación culminando en 2.º lugar, luego de haber estado dominando la clasificación desde abril hasta septiembre de 2011. 
| Temporada | Clasificación por equipos | Mejor corredor | Posición |
| 2010-2011 | 2.º                       | Gregory Panizo | 2.º      |
| 2011-2012 | 34.º                      | Rodrigo Araújo | 230.º    |
| 2012-2013 | 11.º                      | Kléber Ramos   | 79.º     |

## Palmarés
Para años anteriores, véase Palmarés del Clube DataRo de Ciclismo-Bottecchia

### Palmarés 2015

#### Circuitos Continentales UCI
| Fechas      | Circuito              | Carreras                                                  | Ganador           |
| 27 de marzo | UCI America Tour 2015 | 1.ª etapa de la Vuelta a Uruguay                          | William Chiarello |
| 30 de mayo  | UCI America Tour 2015 | 4.ª etapa de la Vuelta Ciclistica Internacional de Paraná | Ramiro Cabrera    |
| 31 de mayo  | UCI America Tour 2015 | 5.ª etapa de la Vuelta Ciclistica Internacional de Paraná | Ramiro Cabrera    |

## Plantillas
Para años anteriores, véase Plantillas del Clube DataRo de Ciclismo-Bottecchia

### Plantilla 2014
| Nombre                  | Nacimiento | Nacionalidad | Equipo 2013                             |
| Brayan Baena            | 18/12/1991 | Brasil       | Neoprofesional                          |
| Ramiro Cabrera          | 08/02/1988 | Uruguay      | Funvic Brasilinvest-São José dos Campos |
| Cristian Egidio Da Rosa | 04/09/1987 | Brasil       | Clube DataRo de Ciclismo                |
| Caio Godoy              | 24/04/1995 | Brasil       | Neoprofesional                          |
| Lucas Mendes            | 15/10/1988 | Brasil       | Neoprofesional                          |
| Gregolry Panizo         | 12/05/1985 | Brasil       | Funvic Brasilinvest-São José dos Campos |
| Nilceu Santos           | 14/07/1977 | Brasil       | Funvic (2010)                           |
| Renato Dos Santos       | 31/01/1983 | Brasil       | Clube DataRo de Ciclismo                |
| Maique Silva            | 04/09/1993 | Brasil       | Neoprofesional                          |
| Thiago Silva Rodrigues  | 30/01/1989 | Brasil       | Clube DataRo de Ciclismo                |
| Alcides Vieira          | 22/12/1981 | Brasil       | Clube DataRo de Ciclismo                |
| Júlio César Grein       | 29/10/1978 | Brasil       | Clube DataRo de Ciclismo                |
| Cleberson Weber         | 18/08/1984 | Brasil       | Clube DataRo de Ciclismo                |